# Liste von Hauptgewinnern und Liste von Teilnehmern an den Prominenten-Specials bei Wer wird Millionär?
Sechzehnmal lösten Kandidaten bei dem deutschen Ableger der Sendung Wer wird Millionär? die Millionenfrage, davon drei Prominente in den Prominenten-Specials. Zweimal wurde der Hauptgewinn dabei in Deutscher Mark, vierzehnmal in Euro erreicht. Durch Einführung des Zocker-Specials im September 2013, des Jackpot-Specials im April 2015 und der 3-Millionen-Euro-Woche im Januar 2022 sind auch Gewinne über eine Million Euro möglich, was einmal geschah.

## Millionengewinner

### 1.000.000 DM
- 2. Dezember 2000: Eckhard Freise (Geschichtsprofessor an der Bergischen Universität Wuppertal)
Millionenfrage: Mit wem stand Edmund Hillary 1953 auf dem Gipfel des Mount Everest?
A: Nasreddin Hodscha
B: Nursay Pimsorn
C: Tenzing Norgay
D: Abrindranath Singh
- 20. Mai 2001: Marlene Grabherr (Bürokauffrau)
Millionenfrage: Welche beiden Gibb-Brüder der Popband The Bee Gees sind Zwillinge?
A: Robin und Barry
B: Maurice und Robin
C: Barry und Maurice
D: Andy und Robin

Marlene Grabherr starb 2013 komplett verarmt im Alter von 60 Jahren.

### 1.000.000 Euro
- 18. Oktober 2002: Gerhard Krammer (Student der Musik und Philosophie)
Millionenfrage: Welcher berühmte Schriftsteller erbaute als diplomierter Architekt ein Freibad in Zürich?
A: Joseph Roth
B: Martin Walser
C: Max Frisch
D: Friedrich Dürrenmatt
- 29. März 2004: Maria Wienströer (Ärztin)
Millionenfrage: Wer bekam 1954 den Chemie- und 1962 den Friedensnobelpreis?
A: Linus Pauling
B: Otto Hahn (Nobelpreisträger für Chemie 1944)
C: Pearl S. Buck (Literaturnobelpreis 1938)
D: Albert Schweitzer (Friedensnobelpreis 1952)
- 9. Oktober 2006: Stefan Lang (Aufzugmonteur)
Millionenfrage: Welches chemische Element macht mehr als die Hälfte der Masse eines menschlichen Körpers aus?
A: Kohlenstoff (Element mit dem zweitgrößten Massenanteil im Körper)
B: Kalzium
C: Sauerstoff (Element mit dem größten Massenanteil im Körper, da es 89 % der Masse des im Körper enthaltenen Wassers ausmacht)
D: Eisen (nur Spurenelement)
- 8. Januar 2007: Timur Hahn (Student der Anglistik, Medienwissenschaft und Informatik an der Philipps-Universität Marburg) mit Hilfe seines Bruders als Telefonjoker
Millionenfrage: Welches Meer ist nach einem mythologischen König benannt, der sich dort hineingestürzt haben soll?
A: Ionisches Meer
B: Ägäisches Meer (König Aigeus)
C: Adriatisches Meer
D: Kaspisches Meer
- 30. Mai 2008 (Prominenten-Special): Oliver Pocher (Comedian) mit Hilfe des Publikumsjokers
Millionenfrage: Das Nagel-Schreckenberg-Modell liefert eine Erklärung für die Entstehung von …?
A: Sandwüsten
B: Verkehrsstaus
C: Grippewellen
D: Börsencrashs
- 20. November 2008: (Prominenten-Special): Thomas Gottschalk (Fernsehmoderator) mit Hilfe von Marcel Reich-Ranicki als Telefonjoker
Millionenfrage: Wie hieß Franz Kafkas letzte Lebensgefährtin, die er 1923, ein Jahr vor seinem Tod, kennenlernte?
A: Dora Diamant
B: Sarah Saphir
C: Rita Rubin
D: Olga Opal
- 26. November 2010: Ralf Schnoor[2] (Inhaber des „Café K“ in Hannover) unter Einsatz des Telefonjokers – ohne dass er ihn wirklich gebraucht hätte. Sein Verhalten glich dem des Amerikaners John Carpenter, der bei der Millionenfrage seinen Vater anrief, um diesem mitzuteilen, dass er die Million gewinnen werde. Schnoor plauderte mit seinem Freund und versuchte lediglich, sich der richtigen Antwort zu vergewissern. Obwohl sein Gesprächspartner unschlüssig war, wählte er dennoch die (richtige) Antwort auf die folgende
Millionenfrage: Wie heißt die erste deutsche Briefmarke, die 1849 in Bayern herausgegeben wurde?
A: Schwarzer Einser
B: Roter Zweier
C: Gelber Dreier
D: Blauer Vierer
- 30. Mai 2011: (Prominenten-Special): Barbara Schöneberger (Fernsehmoderatorin) mit Hilfe von Pankraz Freiherr von Freyberg als Telefonjoker
Millionenfrage: Wie heißt der Knabe, dem Wilhelm Tell den legendären Apfel vom Kopf schießt?
A: Fritz
B: Heinrich
C: Walter
D: August
- 11. März 2013: Sebastian Langrock unter Vernachlässigung des noch vorhandenen Telefonjokers. Er wusste die Antwort bereits, bevor der Moderator, Günther Jauch, die Antwortmöglichkeiten vorgestellt hatte.
Millionenfrage: Wer sollte sich mit der „Zwanzig nach vier“-Stellung auskennen?
A: Fahrlehrer
B: Karatemeister
C: Kellner
D: Landschaftsarchitekt
- 17. Oktober 2014: Thorsten Fischer (Fünfzehnjähriges Jubiläum)
Millionenfrage: Die Entfernung von der Hauptstadt Berlin zum Erdmittelpunkt ist ungefähr so groß wie zwischen Berlin und…
A: Tokio
B: Kapstadt
C: Moskau
D: New York

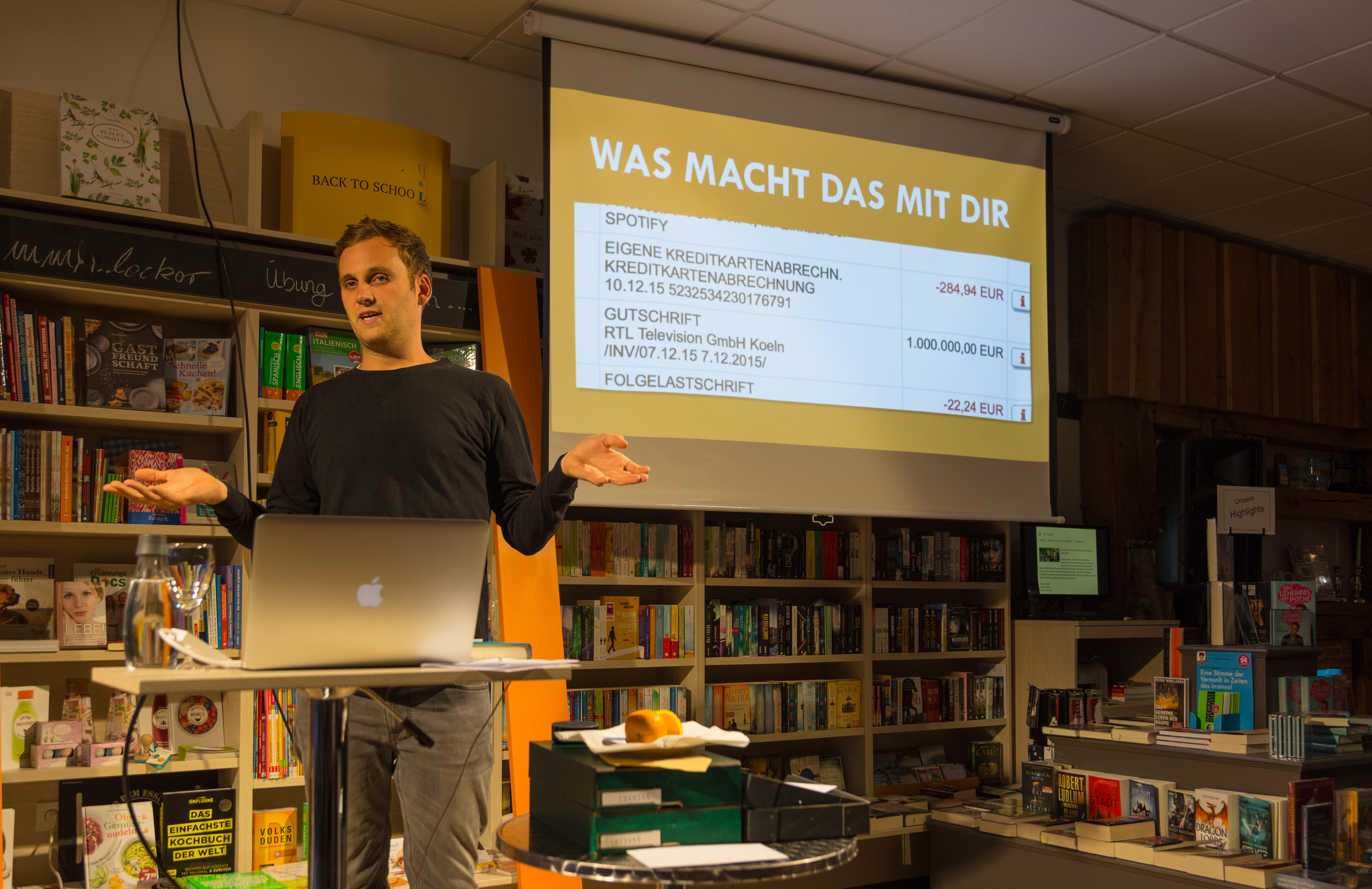
Leon Windscheid zeigt bei einer Autorenlesung 2017 den Kontoauszug mit dem Eingang seines Millionen-Gewinns, verbunden mit der Frage „Was macht das mit dir?“.

- 7. Dezember 2015: Leon Windscheid (Student und Doktorand der Psychologie an der Universität Münster)
Millionenfrage: Aus insgesamt wie vielen Steinchen besteht der klassische von Ernő Rubik erfundene Zauberwürfel?
A: 22
B: 24
C: 26
D: 28
- 2. September 2019: Jan Stroh (Zwanzigjähriges Jubiläum)
Millionenfrage: Welches dieser Grimm’schen Märchen beginnt nicht mit „Es war einmal …“?
A: Rumpelstilzchen
B: Hans im Glück
C: Die Sterntaler
D: Rotkäppchen
- 24. März 2020: Ronald Tenholte (Inhaber einer Saft- & Smoothiebar)
Millionenfrage: Die klassische, genormte Europalette EPAL 1 besteht aus 78 Nägeln, neun Klötzen und insgesamt wie vielen Brettern?
A: neun
B: zehn
C: elf
D: zwölf

### Über 1.000.000 Euro
- 13. November 2015: Nadja Sidikjar 1.538.450 Euro (Zweites Jackpot-Special, ohne Beantwortung der Millionenfrage)

## Prominenten-Specials
| Nummer Bezeichnung         | Datum                         | Gesamtgewinn                                                                                 | Anlass                   | Teilnehmer |
| -------------------------- | ----------------------------- | -------------------------------------------------------------------------------------------- | ------------------------ | --- |
| 1                          | Donnerstag, 30. November 2000 | 1.596.000 DM ( 816022.34 €) + 1.000.000 DM (511.291,88 €) durch RTL Gesamtsumme DM 2.596.000 | RTL-Spendenmarathon 2000 | Harald Schmidt (32.000 DM) Peter Kloeppel (500.000 DM) Hella von Sinnen (500.000 DM) Ottfried Fischer (500.000 DM) Katy Karrenbauer (64.000 DM) |
| 2                          | Montag, 28. Mai 2001          | 1.375.000 DM ( 703026.77 €)                                                                  |                          | Petra Gerster (250.000 DM) Dirk Bach (250.000 DM) Norbert Blüm (250.000 DM) Thomas Gottschalk (500.000 DM) Heidi Klum (125.000 DM) |
| 3                          | Donnerstag, 29. November 2001 | 1.157.000 DM ( 591565.07 €)                                                                  | RTL-Spendenmarathon 2001 | Michael Mittermeier (32.000 DM) Lilo Wanders (500.000 DM) Mike Krüger (125.000 DM) Kim Fisher (250.000 DM) Rezzo Schlauch (250.000 DM) |
| 4                          | Montag, 20. Mai 2002          | 830000 €                                                                                     |                          | Gabi Bauer (125.000 €) Sonja Zietlow (64.000 €) Jasmin Tabatabai (16.000 €) Alfred Biolek (125.000 €) Hape Kerkeling (500.000 €) |
| 5                          | Donnerstag, 28. November 2002 | 564000 €                                                                                     | RTL-Spendenmarathon 2002 | Bastian Pastewka (125.000 €) Maria Furtwängler (125.000 €) Hannes Jaenicke (125.000 €) Jochen Busse (125.000 €) Joy Fleming (64.000 €) |
| 6                          | Montag, 26. Mai 2003          | 878000 €                                                                                     |                          | Rudi Carrell (500.000 €) Thomas Anders (125.000 €) Johannes B. Kerner (125.000 €) Claudia Roth (64.000 €) Barbara Schöneberger (64.000 €) |
| 7                          | Donnerstag, 27. November 2003 | 782000 €                                                                                     | RTL-Spendenmarathon 2003 | Elke Heidenreich (16.000 €) Ulla Kock am Brink (125.000 €) Bernd Stelter (500.000 €) Til Schweiger (16.000 €) Sandra Maischberger (125.000 €) |
| 8                          | Montag, 24. Mai 2004          | 455000 €                                                                                     |                          | Oliver Kalkofe (125.000 €) Steffen Seibert (125.000 €) Henry Maske (16.000 €) Yvonne Catterfeld (64.000 €) Alice Schwarzer (125.000 €) |
| 9                          | Donnerstag, 25. November 2004 | 1641000 €                                                                                    | RTL-Spendenmarathon 2004 | Reiner Calmund (125.000 €) Bernhard Hoëcker (500.000 €) Heide Simonis (500.000 €) André Rieu (16.000 €) Nina Hagen (500.000 €) |
| 10                         | Montag, 30. Mai 2005          | 346000 €                                                                                     |                          | Mario Barth (16.000 €) Walter Sittler (64.000 €) Katharina Saalfrank (16.000 €) Reinhold Messner (125.000 €) Verona Pooth (125.000 €) |
| 11                         | Donnerstag, 24. November 2005 | 1000000 €                                                                                    | RTL-Spendenmarathon 2005 | Harald Schmidt (500.000 €) Tine Wittler (125.000 €) Jürgen Rüttgers (125.000 €) Eva Padberg (125.000 €) Martin Schneider (125.000 €) |
| 12                         | Sonntag, 28. Mai 2006         | 1250000 €                                                                                    | WM 2006                  | Barbara Schöneberger (125.000 €) Tim Mälzer (500.000 €) Rudi Völler (125.000 €) Horst Schlämmer & Günther Jauch (500.000 €) |
| 13                         | Donnerstag, 23. November 2006 | 1141000 €                                                                                    | RTL-Spendenmarathon 2006 | Anke Engelke (500.000 €) Maria Furtwängler (16.000 €) Ralf Schumacher (125.000 €) Peter Kloeppel (500.000 €) |
| 14                         | Montag, 28. Mai 2007          | 500000 €                                                                                     |                          | Silvana Koch-Mehrin (125.000 €) Jürgen von der Lippe (125.000 €) Cordula Stratmann (125.000 €) Dieter Bohlen (125.000 €) |
| 15                         | Donnerstag, 22. November 2007 | 721000 €                                                                                     | RTL-Spendenmarathon 2007 | Kaya Yanar (32.000 €) Frank Plasberg (64.000 €) Anke Engelke (500.000 €) Christian Rach (125.000 €) |
| 16                         | Freitag, 30. Mai 2008         | 1253000 €                                                                                    |                          | Andrea Ypsilanti (64.000 €) Oliver Pocher (1.000.000 €) Michaela Schaffrath (125.000 €) Reinhold Beckmann (64.000 €) |
| 17                         | Donnerstag, 20. November 2008 | 1314000 €                                                                                    | RTL-Spendenmarathon 2008 | Inka Bause (125.000 €) Jacob Sisters (64.000 €) Franziska van Almsick (125.000 €) Thomas Gottschalk (1.000.000 €) |
| 18                         | Freitag, 29. Mai 2009         | 1189000 €                                                                                    |                          | Daniel Schuhmacher und Sarah Kreuz (64.000 €) Peter Zwegat (500.000 €) Cindy aus Marzahn (500.000 €) Matthias Steiner (125.000 €) |
| Jubiläumsspecial           | Freitag, 25. September 2009   | 814000 €                                                                                     | Zehn-Jahres-Jubiläum     | Anke Engelke (125.000 €) Hape Kerkeling (125.000 €) Marcel Reif (64.000 €) Alice Schwarzer (500.000 €) |
| 19                         | Donnerstag, 19. November 2009 | 1189000 €                                                                                    | RTL-Spendenmarathon 2009 | Andrea Kiewel (500.000 €) Daniel Hartwich (125.000 €) David Garrett (64.000 €) Atze Schröder (500.000 €) |
| 20                         | Montag, 31. Mai 2010          | 439000 €                                                                                     |                          | Fabian und Wolfgang Hambüchen (125.000 €) Dieter Nuhr (64.000 €) Jürgen Vogel (125.000 €) Sarah Wiener (125.000 €) |
| 21                         | Donnerstag, 18. November 2010 | 875000 €                                                                                     | RTL-Spendenmarathon 2010 | Ina Müller (125.000 €) Bülent Ceylan (125.000 €) Stephanie zu Guttenberg (500.000 €) Jens Lehmann (125.000 €) |
| 22                         | Montag, 30. Mai 2011          | 1375000 €                                                                                    |                          | Barbara Schöneberger (1.000.000 €) Wildecker Herzbuben (125.000 €) Steffen Hallaschka (125.000 €) Maria Höfl-Riesch (125.000 €) |
| 23                         | Donnerstag, 17. November 2011 | 814000 €                                                                                     | RTL-Spendenmarathon 2011 | Maite Kelly (125.000 €) Gaby Köster (64.000 €) Michael Mittermeier (125.000 €) Manuel Neuer (500.000 €) |
| Prominenten-Doppel         | Freitag, 13. April 2012       | 750000 €                                                                                     |                          | Oliver Kalkofe und Achim Mentzel (125.000 €) Dirk Bach und Sonja Zietlow (125.000 €) Wilson Gonzalez Ochsenknecht und Uwe Ochsenknecht (500.000 €) |
| 24                         | Montag, 4. Juni 2012          | 346000 €                                                                                     |                          | Horst Lichter (32.000 €) Gloria von Thurn und Taxis (64.000 €) Sylvie van der Vaart und Daniel Hartwich (125.000 €) Anke Engelke (125.000 €) |
| 25                         | Donnerstag, 22. November 2012 | 875000 €                                                                                     | RTL-Spendenmarathon 2012 | Jürgen Drews (125.000 €) Felix Magath (125.000 €) Cindy aus Marzahn (125.000 €) Michael Kessler und Günther Jauch (500.000 €) |
| Let’s-Dance-Special        | Freitag, 5. April 2013        | 64000 €                                                                                      | Staffelbeginn            | Joachim Llambi, Motsi Mabuse und Jorge Gonzalez (64.000 €) |
| 26                         | Montag, 3. Juni 2013          | 317000 €                                                                                     |                          | Olivia Jones (64.000 €) Steffen Henssler (64.000 €) Olli Dittrich (64.000 €) Kristina Schröder (125.000 €) |
| 27                         | Donnerstag, 21. November 2013 | 378000 €                                                                                     | RTL-Spendenmarathon 2013 | Lena Gercke und Guido Maria Kretschmer (125.000 €) Wolfgang Kubicki (64.000 €) Olaf Schubert (125.000 €) Khatera Yusufi (64.000 €) (Moderatorin einer afghanischen Ausgabe von Wer wird Millionär?) |
| 28                         | Montag, 2. Juni 2014          | 500000 €                                                                                     |                          | Waldemar Hartmann (125.000 €) Carmen Geiss und Robert Geiss (125.000 €) Christoph Daum (125.000 €) Wolfgang Bosbach (125.000 €) |
| 29                         | Donnerstag, 20. November 2014 | 439000 €                                                                                     | RTL-Spendenmarathon 2014 | Sandra Maischberger (125.000 €) Matze Knop (125.000 €) (als Franz Beckenbauer und Jürgen Klopp) Jenke von Wilmsdorff (64.000 €) Wigald Boning (125.000 €) |
| 30                         | Montag, 1. Juni 2015          | 875000 €                                                                                     |                          | Paul Panzer (125.000 €) Markus Lanz (125.000 €) Anke Engelke (500.000 €) Lukas Podolski und Holger Stromberg (125.000 €) |
| 31                         | Donnerstag, 19. November 2015 | 439000 €                                                                                     | RTL-Spendenmarathon 2015 | Carolin Kebekus (125.000 €) Richy Müller (125.000 €) Martin Rütter (64.000 € + 61.000 € aus eigenem Vermögen) Jens Riewa (64.000 €) |
| 32                         | Montag, 6. Juni 2016          | 378000 €                                                                                     |                          | Eckart von Hirschhausen (125.000 €) Laura und Jörg Wontorra (64.000 €) Stefan Kretzschmar (64.000 €) Ralf Schmitz (125.000 €) |
| 33                         | Donnerstag, 24. November 2016 | 317000 €                                                                                     | RTL-Spendenmarathon 2016 | Julia Klöckner (64.000 €) Frank Buschmann (125.000 €) Mark Forster (64.000 €) Tim Raue (64.000 €) Ursprünglich sollten Tim Raue und Tim Mälzer gemeinsam im Team antreten, jedoch musste Letzterer krankheitsbedingt absagen. |
| 34                         | Montag, 22. Mai 2017          | 814000 €                                                                                     |                          | Wolfgang Bosbach (125.000 €) Elton (125.000 €) Richard David Precht (64.000 €) Anke Engelke (500.000 €) |
| 35                         | Donnerstag, 23. November 2017 | 449000 €                                                                                     | RTL-Spendenmarathon 2017 | Matthias Opdenhövel (125.000 €) Ruth Moschner (125.000 €) Michael Mittermeier (125.000 €) Ehrlich Brothers (64.000 € + 10.000 € aus eigenem Vermögen) |
| 36                         | Montag, 11. Juni 2018         | 346000 €                                                                                     |                          | Olli Dittrich (64.000 €) Chris Tall (125.000 €) Götz Otto (32.000 €) Dunja Hayali (125.000 €) |
| 37                         | Donnerstag, 22. November 2018 | 160500 €                                                                                     | RTL-Spendenmarathon 2018 | Sasha (64.000 €) Judith Williams (500 €) Nelson Müller (64.000 €) Armin Rohde (32.000 €) |
| 38                         | Montag, 3. Juni 2019          | 346000 €                                                                                     |                          | Julius Brink (64.000 €) Smudo (32.000 €) Sophia Thomalla (125.000 €) Tim Mälzer (125.000 €) |
| 39                         | Donnerstag, 21. November 2019 | 317000 €                                                                                     | RTL-Spendenmarathon 2019 | Hubertus Heil (64.000 €) Jeanette Biedermann (64.000 €) Thomas Hermanns (125.000 €) Sebastian Fitzek (64.000 €) |
| 40                         | Montag, 1. Juni 2020          | 221500 €                                                                                     |                          | Henning Baum (125.000 €) Horst Lichter (64.000 €) Ilka Bessin (32.000 €) Anke Engelke (500 €) |
| Nationalmannschaft-Special | Montag, 12. Oktober 2020      | 222500 €                                                                                     |                          | Leon Goretzka und Joshua Kimmich (64.000 € + 500 € durch den DFB-Zusatzjoker) Niklas Süle und Lukas Klostermann (125.000 € + 500 € durch den DFB-Zusatzjoker) Kevin Trapp und Oliver Bierhoff (32.000 € + 500 € durch den DFB-Zusatzjoker) |
| 41                         | Donnerstag, 19. November 2020 | 346000 €                                                                                     | RTL-Spendenmarathon 2020 | Michael Stich (32.000 €) Sabrina Mockenhaupt und Ralf Rangnick (125.000 €) Johannes B. Kerner (125.000 €) Steffen Henssler (64.000 €) |
| Zocker-Special             | Montag, 24. Mai 2021          | 376000 €                                                                                     |                          | Barbara Schöneberger (125.000 €) Thomas Gottschalk (125.000 €) Oliver Pocher (125.000 €) Anke Engelke (1.000 €) |
| 42                         | Donnerstag, 18. November 2021 | 660750 €                                                                                     | RTL-Spendenmarathon 2021 | Jürgen von der Lippe (64.000 € + 250 € durch den Zusatzjoker) Evi Sachenbacher-Stehle (64.000 € + 500 € durch den Zusatzjoker) Chris Tall (500.000 €) Guido Cantz (32.000 €) Die ersten beiden Zuschauer, die als Zusatzjoker antworteten, spendeten ihren Gewinn von 750 € ebenfalls. (Einer von ihnen gab eine falsche Antwort, schloss dann die richtige Antwort nicht aus und erhielt von Jauch 250 € zuerkannt.) Danach bat Jauch, dass weitere Gewinne als Zusatzjoker von den betreffenden Zuschauern behalten werden sollten. |
| 43                         | Donnerstag, 17. November 2022 | 317000 €                                                                                     | RTL-Spendenmarathon 2022 | Andrea Kiewel (125.000 €) Jan Köppen (64.000 €) Max Mutzke (64.000 €) Bastian Bielendorfer (64.000 €) |
| 44                         | Donnerstag, 16. November 2023 | 317000 €                                                                                     | RTL-Spendenmarathon 2023 | Torsten Sträter (64.000 €) Reiner Calmund (64.000 €) Amira Pocher und Oliver Pocher (125.000 €) Sasha (64.000 €) |
| 45                         | Donnerstag, 21. November 2024 | 253500 €                                                                                     | RTL-Spendenmarathon 2024 | Ralf Schmitz (32.000 €) Ingo Zamperoni (125.000 €) Cindy aus Marzahn (64.000 €) Bushido (500 € + 32.000 € aus eigenen Vermögen) |

Mehrfache Teilnehmer
- Anke Engelke nahm bereits achtmal teil.
- Ilka Bessin (davon dreimal als Cindy aus Marzahn) und Barbara Schöneberger nahmen viermal auf dem Kandidatenstuhl Platz.
- Dreimal rieten Hape Kerkeling (davon einmal als Horst Schlämmer), Michael Mittermeier, Thomas Gottschalk und Oliver Pocher (davon einmal im Doppel mit Amira Pocher).
- Zweimal Kandidaten waren Harald Schmidt, Peter Kloeppel, Sonja Zietlow, Alice Schwarzer, Sandra Maischberger, Oliver Kalkofe, Daniel Hartwich, Dirk Bach, Maria Furtwängler, Wolfgang Bosbach, Olli Dittrich, Tim Mälzer, Horst Lichter, Johannes B. Kerner, Steffen Henssler, Chris Tall, Jürgen von der Lippe, Andrea Kiewel, Reiner Calmund, Sasha und Ralf Schmitz.

Sonstiges
- Günther Jauch nahm bei zwei Kandidaten (Horst Schlämmer und Michael Kessler) zeitweise auf dem Kandidatenstuhl Platz.
- Richard David Precht und Bastian Bielendorfer nahmen sowohl an einem Prominenten-Special als auch an einer regulären Ausgabe teil.

## Weblink
- Alle Fragen und Antwortmöglichkeiten auf Spiegel Online